# Darkwood Dub
Darkwood Dub (транскр.  Дарквуд даб) је био српски алтернативни рок састав из Београда.

## Хронолошка историја групе
Група Дарквуд даб је основана средином 1988. године. Инспирацију за име налазе у стрипу о Загору који је живео у шуми Дарквуд. Прву поставу су чинила два бубњара, две бас-гитаре, ритам машина и вокал.
Први концерт група је одржала 15. маја 1991. године у СКЦ-у (Студентски културни центар) у Београду. Неколико месеци касније снимили су две песме за компилацију Желим јахати до екстазе у издању Нове Александрије.
У периоду од децембра 1992. до маја 1993. године снимају први студијски албум. Анимирани филм за њихову песму Усамљени хашишар у режији Ђорђа Марјановића и Николе Мајдака је награђен YU ASIFA дипломом за анимацију.
Пре објављивања првог албума, снимили су музику за омнибус филм Пакет аранжман, а такође излази књига У возу за Дизниленд у издању СКЦ-а, која садржи текстове групе Дарквуд даб.
У јануару 1995. је објављен први албум Парампарчад. За филм Милоша Стојановића Парампарчад (у издању РТС-а) снимају оригиналну музику.
У септембру и октобру 1995. године снимају други албум.
У новембру 1995. године снимају оригиналну музику за филм Гето — тајни живот града у режији Младена Матичевића и Ивана Маркова у издању Б92.
Анимирани филм за песму Ситуација у режији Александре Дулић је добио другу награду на Међународном београдском фестивалу документарног и кратког филма.
Маја 1996. године излази други студијски албум под називом У недоглед у издању Б92.
Такође су снимили музику за мултимедијални пројекат Радионица 301 професора Бранка Павића.
У периоду фебруар-март 1997. године снимају оригиналну музику за позоришну представу Трејнспотинг Ирвина Велша, у режији Ђорђа Марјановића која је дуго играна у Битеф театру у Београду. Иначе ово је била друга поставка овог текста у Европи. Годину дана касније, оригинална музика из ове представе, заједно са шест ремикса, објављена је као албум , у издању Б92.
У јесен 1998. године почињу са снимањем четвртог албума Електропионир. После преузимања радија Б92 од стране режима Слободана Милошевића и бомбардовања Југославије, Електропионир је објављен са знатним закашњењем у септембру 1999. године, за нову издавачку кућу KVS-FreeB92. Занимљива чињеница о овоме албуму јесте то да су га снимили већ до пролећа 1999. године, али због бомбардовања га нису могли објавити одмах. Али ипак, Београд је слушао Електропионир пре званичног објављивања пошто су касете биле подељене и преснимане на друге.
У зиму 1999-2000. године узимају учешће на турнеји Није људски ћутати, посвећеној како кажу гушењу независних медија од стране Милошевићевог режима.
Почетком 2000. године у новобеоградској Хали спортова одржали су свој највећи дотадашњи концерт у каријери, на коме је присуствовало више од 3500 посетилаца.
Исте године, група Дарквуд даб разбија новонастале границе између бивших југословенских република и отварају пут културној размени свирајући у Загребу, Скопљу, Љубљани и Сарајеву.
Остварили су и сарадњу са канадском фирмом за веб-дизајн Webmotions, у оквиру које раде музику за веб-сајтове њихових клијената.
У августу 2000. године учествују у другој турнеји под именом Време је!, чији је циљ био да се анимирају традиционално неактивни млади гласачи, уочи савезних и председничких избора у СР Југославији. И на следећој турнеји у децембру 2000. године под називом Употреби га узимају учешће, који је пратила велика слика мозга на сцени током концерата. Током ове турнеје посећено је 56 градова у Србији.
По идеји митрополита црногорско-приморског господина Амфилохија, а у реализацији јеромонаха Јована Ћулибрка, и издању београдске издавачке куће ПГП-РТС и Радио Светигоре, на Васкрс 15. априла 2001. године објављен је музички пројекат Песме изнад Истока и Запада, по текстовима владике Николаја Велимировић, а у извођењу истакнутих поп и рок аутора. Између осталих, учешће је узео и Дарквуд Даб, урадивши музику и аранжман за песму Молитва Благом Христу.
Маја 2001. године су одржали концерт у Косовској Митровици после 12 година, организован у сарадњи са локалном NVO, CBM (Community Building Mitrovica), и уз помоћ IKV (Interchurch Peace Council).
2001. године Дарквуд даб почиње са конструкцијом сопственог студија Електропионир, у коме снимају нови албум под називом Живот почиње у тридесетој. У истом студију снимају оригиналну музику за филм Огледало Дејана Ковачевића, као и велики број ТВ и радио реклама, џинглова и музике за комерцијалне интернет презентације.
Са песмом Steppin' Out узимају учешће на компилацији Belgrade Coffee Shop 2 у издању Б92.
Пролећа 2002. године објављен је албум Живот почиње у тридесетој.
Свирају на бројним фестивалима и отварају Егзит 02, познати музички фестивал у Новом Саду. У оквиру промотивне турнеје свог албума наступају у Хрватској, Словенији, Босни и Херцеговини, Северној Македонији, Пољској, Аустрији, Енглеској, као и у више од 30 градова у Србији и Црној Гори.
У октобру 2002. године постављена је званична интернет презентација бенда, коју је посетило више од 20.000 људи у периоду од првих 200 дана.
Албум Живот почиње у тридесетој је у ланцу продавница ИПС-а био најпродаванији албум у 2002. години.
Године 2003, њихова песма Original Creation се појавила на компилацији Belgrade Coffee Shop 3.
Такође, у издању Б92, објављено је реиздање албума У недоглед (оригинално из 1995. године), ремастеризовано и са бонус снимцима из тог периода.
У првој половини 2004. године снимају нови албум, који излази у децембру исте године под називом О данима.
Поново имају част да отворе музички фестивал Егзит 04 у Новом Саду, као и Нисомнија фестивал у Нишу.
Урадили су музику за представу Рат/Сећање у Атељеу 212 у Београду, у режији Путу Виђаја и Ђорђа Марјановића. Исте године по први пут наступају у Словачкој, на Похода фестивалу.

## Чланови групе
- Дејан Вучетић — вокал
- Бојан Дробац [а] — гитара
- Владимир Јерић — гитара
- Милорад Ристић [б] — бас-гитара
- Лав Братуша [в] — бубањ
- Васил Хаџиманов — клавијатуре
- Миладин Радивојевић [г] — бубањ

## Дискографија

### Албуми
- Парампарчад (Take It Or Leave It, 1995)
- У недоглед (Б92, 1996) — Реиздање албума је објављено 2002. године за Б92 и садржи бонус песме Смак и Филаделфија (електрична верзија).
- (Б92, 1997)
- Електропионир (KVS/, 1999)
- Живот почиње у тридесетој (Б92, 2002)
- O данима (Б92, 2004)
- Јединство (Б92, 2008)
- Видимо се (Одличан хрчак, 2011)

### Учешћа на компилацијама
- Желим јахати до екстазе (Нова Александрија, 1991) — песме Велики дух и Срећна глава; CD реиздање компилације објављено је 2000. године.
- (1994) — песма Птице
- (Б92, 1994) — песма Усамљени хашишар
- Ово је земља за нас...?!? (Радио Boom93, 1992-1997) (Boom93/Б92, 1997) — песма Хеј! Гринго!
- (1999) — песма Запремина
- Муње! (музика из филма) (Б92, 2001) — песма Запремина
- Песме изнад Истока и Запада (Радио Светигора/ПГП-РТС, 2001) — песма Молитва Благом Христу
- (Б92, 2001) — инструментал
- Као да је било некад... (посвећено Милану Младеновићу) (Circle Records, 2002) — песма Гето
- (Б92, 2003) — инструментал
- Сигурно најбољи (Б92, 2006) — песма Простор између нас
- Грување деведесете уживо (Мултимедија рекордс, 2009) — песма Ја те потпуно разумем
- (Одличан хрчак, 2011) — песма 130